# Lễ cầu an (người Khmer)
Lễ cầu an còn gọi là Bun Komsan Sroc (tiếng Khmer: បុណ្យកម្សាន្តស្រុក), là một nghi lễ của dân tộc Khmer, Nam Bộ. Quan niệm sự thành công của từng vụ mùa và sự yên lành của cuộc sống từng phum sóc, ngoài sự nỗ lực của bản thân và tổng hợp sức mạnh của cả cộng đồng còn có sự phù trợ của một thế lực siêu nhiên nào đó. Mong muốn cho cuộc sống yên vui là ước nguyện chung của cộng đồng người Khmer.

## Thời gian
Được tổ chức vào đầu năm sau vụ mùa gặt hái và thu hoạch, thường diễn ra vào mùa khô.

## Địa điểm
Nơi mang tính chất trung tâm hoặc nơi có ý nghĩa mang tính thiêng liêng, gắn với một sự kiện lịch sử hoặc một truyền thuyết nào đó của quê hương. Mục đích của lễ là để mừng và vui chơi do được mùa, đồng thời cầu cho xóm làng được bình an, cuộc sống được vui vẻ, đất nước được thanh bình, vụ mùa năm mới được tươi tốt hơn. 

## Sự đóng góp và trang trí
Mọi sự đóng góp để tổ chức lễ (công sức, tiền của, vật chất hay việc dựng rạp, trang trí) đều mang tính tự nguyện của cả tập thể bà con trong phum sóc. Vì lễ tổ chức theo nghi thức của Phật giáo nên việc trang trí bao giờ cũng có tranh Đức Phật hoặc tượng Phật đặt ở vị trí trang trọng để mọi người cùng thắp nhang, lạy Phật. 

## Phần thực hành lễ
Các nhà sư được mời tới để tụng kinh, thuyết pháp và được người Khmer tổ chức dâng cơm sau buổi tụng kinh. Lễ thường diễn ra từ 1 đến 3 ngày đêm tuỳ theo điều kiện thực tế của địa phương. Cũng trong dịp này, người Khmer thường ngồi lại để đàm đạo với nhau về kinh tế đời sống và các hoạt động xã hội khác trên địa bàn phum sóc vùng dân tộc. Còn lớp thanh niên trẻ đến lễ còn để gặp gỡ, tâm tình, vui chơi, thưởng thức văn nghệ, xem các đoàn dù kê, rô băm hoặc trực tiếp tham gia hát và múa rom vong. Vì người Khmer quan niệm rằng càng được đi nhiều lễ càng có phúc đức, càng có cuộc sống yên vui, may mắn nên Lễ Cầu an thu hút rất đông người đủ mọi lứa tuổi ở nhiều địa bàn và nhiều dân tộc khác nhau đến dự.
Cùng với sự đi lên của cuộc sống, nghi thức Lễ Cầu an ngày càng phong phú và đa dạng về hình thức thể hiện. Ngoài một số nghi lễ và các hoạt động mang tính tập thể, các trò chơi dân gian, nhiều nơi người Khmer còn tổ chức đắp núi lúa để tượng trưng cho sự sung túc hay dâng cơm vào bình bát cho các vị sư hoặc tổ chức Lễ An vị tượng Phật... 